# コントラファゴット協奏曲 (アホ)
コントラファゴット協奏曲（こんとらふぁごっときょうそうきょく　Concerto for Contrabassoon and Orchestra）は、カレヴィ・アホの作曲した協奏曲。演奏時間は約35分。

## 作曲の経緯
2003年にフィンランドの指揮者オスモ・ヴァンスカはワシントン・ナショナル交響楽団を指揮し、アホの交響曲第9番"トロンボーンと管弦楽のための"を演奏した。この際、同団所属のコントラファゴット奏者、レヴィス・リプニックがトロンボーンの用法に感動したことからアホにコントラファゴットを独奏楽器として使用した曲の作曲を依頼、アホがこれを受けて作曲を始める。2004年の夏、実質的に作曲を開始し、2005年2月に完成。
曲中にc2(trebl C,C5,c")(ストラヴィンスキーの『春の祭典』冒頭のファゴットのソロと同音で、当楽器ですら最高音域)が登場したり早いパッセージが登場したりするなど超絶技巧が必要とされるが、これらは従来のコントラファゴットではほぼ演奏不可能であり、作曲期間中にフォックス社がニューヨーク・フィルハーモニックのコントラファゴット奏者アーレン・ファストの監修の下で開発された新機構のコントラファゴットが必須となっている。

## 初演
2006年2月23日、ノルウェーのベルゲンに於いて、アンドルー・リットン指揮ベルゲン・フィルハーモニー管弦楽団、リプニックの独奏により行われた。そのほか、各国で以下のように演奏が行われている。いずれもリプニックが独奏者を務めている。
- フィンランド初演 2006年3月9日 ペルッティ・ペッカネン指揮、トゥルク・フィルハーモニー管弦楽団
- アメリカ初演 2009年2月12日 レナード・スラットキン指揮、インターロッケン・アーツ・アカデミー・オーケストラ[4]

## 構成
全3楽章で構成される。第一楽章の冒頭のメロディは作曲を依頼したリプニックの気に入ったアホの交響曲第4番の主題をイメージしている。
また、アホ本人は、曲全体は本質的に交響曲的であるとしている。
- 第1楽章 Mesto
- 第2楽章 Presto
- 第3楽章 Misterioso